# 사이토 나오키
사이토 나오키(일본어: さいとうなおき, Saito Naoki, 1982년 11월 13일 ~ )는 일본의 일러스트레이터, 만화가, 유튜버이다. 그는 듀얼마스터즈 트레이딩 카드 게임, 포켓몬 트레이딩 카드 게임 및 하츠네 미쿠 상품에 정기적으로 기여하는 아티스트이다. 그는 또한 드라갈리아 로스트 게임의 메인 일러스트레이터이자 캐릭터 디자이너이기도 하다. 만화가로서 그는 2010년부터 2014년까지 바키(Baki Domoe)의 글을 쓰고 그림을 그렸다. 또한 사이토는 예술 작품을 개선하는 방법에 대한 조언을 제공하는 유튜브 채널을 운영하고 그 내용을 바탕으로 여러 권의 책을 출판했다.